# Hạt dưa

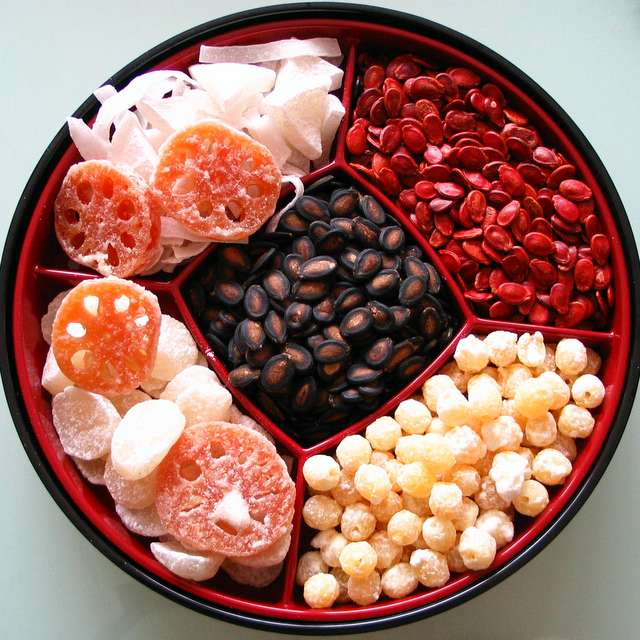
Hạt dưa (màu đỏ và màu đen) trong khay bánh mứt ngày Tết

Hạt dưa là một món ăn nhâm nhi trong ngày Tết của người Việt Nam, đây là món chủ nhà đãi khách trong dịp Tết. Nguyên liệu chính của món hạt dưa đơn giản là chỉ từ những hạt của các loại dưa nhưng chủ yếu là dưa hấu. Hạt dưa hấu được tách ra và nướng lên làm phần bên trong hạt chín. Khi thưởng thức, người ta sẽ dùng răng (thường là răng cửa) cắn mạnh vào đầu hạt dưa và tách làm đôi hạt dưa để ăn phần lõi màu vàng bên trong gọi là chíp hạt dưa hay cúp hạt dưa. Thực khách vừa nhâm nhi hạt dưa vừa uống trà, trò chuyện giúp không khí Tết thêm sinh động.
Nhân hạt dưa có vị béo, thơm khá đặc trưng. Ngoài hạt dưa hấu là chủ yếu còn có hạt bí, hạt hướng dương. Hạt dưa thường được tẩm màu đỏ hay màu đen bên ngoài, màu đỏ của hạt dưa tượng trưng cho sự may mắn. Màu hồng đỏ của hạt dưa nhuộm bằng phẩm màu thực phẩm thường đem lại sắc hồng tươi thắm cho đôi môi. Đây cũng là một nét văn hóa đặc sắc của người Việt Nam. Không chỉ lễ Tết, ngày nào trong năm cũng có hạt dưa đỏ để ăn. Vào quán trà chén ven đường phố cũng có món hạt dưa, vào các nhà hàng cũng có món hạt dưa. Sinh nhật, cưới hỏi, người ta vẫn cúp hạt dưa.

## Một số công dụng
Hạt dưa là một loại thực phẩm giàu dinh dưỡng và rất hữu ích với người bị viêm gan, rối loạn lipid máu... Ăn hạt dưa thường xuyên giúp tăng cường trí nhớ và chức năng não-thần kinh, phục hồi nhanh sức hoạt động của tế bào não. Hạt dưa chứa nhiều chất dinh dưỡng như protid, glucid, lipid, vitamin B1, B2, E, PP, calci, sắt, kẽm, phosphor, selen... Trong đó, protid của hạt dưa là chất đạm không thể thiếu cho thần kinh, cơ bắp, huyết dịch, nội tạng, xương khớp. Chất glucid trong hạt dưa là thành phần chính cấu tạo tế bào và thần kinh.
Theo Đông y, hạt dưa có vị ngọt, tính mát khi chưa rang chín, sau khi rang có tính bình, tác dụng hạ nhiệt, lợi tiểu, hạ huyết áp, tăng cường sinh lực. Nếu dùng chữa bệnh thì dùng hạt dưa luộc tốt hơn hạt dưa rang. Y học cổ truyền cho rằng hạt dưa làm mát phổi, tan đàm, điều hòa hệ tiêu hóa. Người bị ho do phổi nóng, đàm nhiều, ăn uống kém nên dùng. Có nghiên cứu ghi nhận hạt dưa có tác dụng giúp ổn định men gan và lượng lipid huyết thanh rất có ích cho người bị viêm gan và những người bị rối loạn lipid máu (mỡ trong máu cao), giúp phòng ngừa xơ vữa động mạch. 
Cũng có các nghiên cứu cho thấy, hạt dưa giúp tăng cường trí nhớ, nâng cao chức năng não-thần kinh, nhanh chóng phục hồi sức hoạt động của tế bào não. Chất béo trong hạt dưa, phần nhiều là acid béo không bão hòa, sẽ giúp ích trong việc phòng ngừa xơ cứng động mạch, bệnh mạch vành, chứng cao mỡ máu...

## Nguy cơ
Tuy hạt dưa là món ăn ngon và vui trong ngày Tết tuy nhiên trước đây khá lâu cũng có nhiều cảnh báo về những nguy cơ khi ăn hạt dưa như một số nơi phát hiện hạt dưa có chất gây ung thư bởi tính chất độc hại của phẩm màu công nghiệp được dùng để nhuộm hạt dưa. Theo các chuyên gia dinh dưỡng, màu công nghiệp Rhodamin B là chất độc có thể gây ngộ độc hoặc gây ung thư nếu dùng lâu dài nên bị cấm sử dụng trong thực phẩm. Rhodamin B là một hợp chất hóa học thường được sử dụng như thuốc nhuộm đánh dấu vết để xác định hướng và lưu tốc của dòng chảy. Thuốc nhuộm rhodamin phát huỳnh quang, do đó có thể phát hiện dễ dàng bằng huỳnh quang kế. Do giá thành thấp, giúp màu sắc tươi tắn, sặc sỡ, bền màu nên trước đây các cơ sở sản xuất hạt dưa thường chọn phẩm màu này để nhuộm màu mà không biết rằng nó là một chất độc hại. Tuy nhiên ngày nay khi các thông tin về chất này được phổ biến rộng rãi thì không ai sử dụng nó trong chế biến hạt dưa nữa. Bên cạnh việc quản lý xuất xứ hàng hóa và các chỉ tiêu an toàn vệ sinh thực phẩm được các cơ quan chức năng giám sát chặt chẽ thì nhận thức của người tiêu dùng cũng đã được nâng cao nên nếu hạt dưa nhuộm phẩm màu thì không thể tiêu thụ được do đó các cơ sở sản xuất ngày nay không ai dùng phẩm màu để nhuộm hạt dưa mà tất cả đều để nguyên màu tự nhiên của hạt dưa khi chế biến. Bên cạnh đó các biện pháp quản lý chất lượng sản phẩm cũng được các cơ sở sản xuất thực hiện một cách nghiêm chỉnh theo tiêu chuẩn GMP nên các sản phẩm hạt dưa ngày nay đang lưu thông trên thị trường có nhãn mác và số hiệu đăng ký, mã vạch, tên cơ sở sản xuất, địa chỉ sản xuất rõ ràng đều là những sản phẩm đảm bảo độ an toàn cao cho người sử dụng.